# エヴァンジェリン・パスクエル
エヴァンジェリン・パスクエル（Evangeline Pascual、1956年11月30日 - ）は、フィリピンの女優。ミス・ワールド1973準優勝（フィリピン代表が入賞するのは2人目）。名前のカタカナ表記はABS-CBNの報道に従う。

## 経歴
1956年11月30日、マニラに生まれる。
マニラのカトリック大学であるサント・トマス大学（University of Santo Tomas）で学ぶ。
1973年、バターン州オラニを代表してMiss Republic of the Philippines 1973に出場。優勝。11月23日、Miss World 1973で準優勝。
このとき優勝のマージョリー・ウォレスは、1974年3月7日、交際相手との不適切な関係を理由に「ミスとしての任務を果たすうえで基本的な必要条件を満たしていない」と王冠とタイトルを剥奪される。準優勝の彼女は「王冠とタイトルは与えられないがウォレスのやり残したミスとしての任務を引き継がないか」とオファーされるも映画の仕事があるからと丁重に断る。第3位のジャマイカ代表・パッツィ・ユェンがミスとしての任務を引き継ぐが、公式にミス・ワールドのタイトルが与えられることはなかった。
1974年、18歳のときより映画に出演する。Ang Pangalan: Mediavillo (1974), The Game Of Death (1974), The Dragon Force Connection (1974)でキャリア開始。その他Mission: Get The Mastermind (1975), The Exit (1975), Golden Chaku(1975)などが初期の作品として知られる。
少なくとも2018年まで映画・テレビドラマの出演が確認されている。このほか、ラジオ局DWIZ(882kHz)で17年間Echoes of the Heartのパーソナリティーを務める。これは愛と人生の問題についてラジオ相談に応じるというもの。

### その他
タトゥー・アーティストのNino Lapidは、息子である（カリフォルニア州のZebra Tattoo and Piercing社所属）。 
マニラには彼女の名を冠したストリートがある。
ミス・ワールド機構はエヴァンジェリンに激怒し、フィリピンには王冠を与えないと決意した、という説がある。実際、フィリピンがミス・ワールドを輩出するのに40年かかったので（2013年ミーガン・ヤング）、この説は正しいと言うメディアもある。エヴァンジェリンはこの国初の「非公式の」ミス・ワールドとして記憶されることとなる。